# Marca di Merseburgo

La marca di Merseburgo (rossa) all'inizio dell'XI secolo.

La marca di Merseburgo (in tedesco Mark Merseburg) fu una marca dalla breve esistenza del Sacro Romano Impero. Comprendeva le terre degli slavi polabiani oltre la residenza margraviale di Merseburg sul fiume Saale. 
Come le vicine marce di Meißen e Zeitz, la marca di Merseburgo fu creata dall'imperatore Ottone I con la divisione della vasta Marca Geronis a est dei fiumi Elba e Saale, in seguito alla morte del margravio Gero I il Grande nel 965. Merseburgo, situata a Hassegau sul confine orientale del ducato sassone, era stato il sito di una fortezza e di un Königspfalz (palazzo imperiale) costruito per volere del re Enrico l'Uccellatore nel 919 circa. 
Il primo e unico margravio della marca di Merseburgo fu Gunther che aveva accompagnato Ottone nelle sue campagne nel Regnum Italicorum. Tuttavia quando Gunther partecipò alla rivolta del duca Enrico II di Baviera, fu deposto come margravio nel 976 e perse il territorio da lui posseduto contro il margravio Tietmaro di Meißen. Poco prima della sua morte nella battaglia di Capo Colonna, Gunther si riconciliò con l'imperatore Ottone II e la marca di Merseburgo fu ripristinata e a lui riassegnata. 
Alla morte di Gunther, la marca Merseburg si riunì con le marche di Meißen e Zeitz sotto il dominio del margravio Rikdag di Meißen, che così riuscì a riunire temporaneamente tutta la Marca Geronis eccetto la sua parte settentrionale costituita dalla marca orientale sassone. 
Con la denominazione "marca di Merseburg" ci si potrebbe riferire alla precedente Marca Geronis, che aveva anch'ella come capitale Merseburgo. 